# Stazione di Morosolo-Casciago
La stazione di Morosolo-Casciago è una fermata della Saronno – Laveno situata al km 55 della linea a metà strada dei due paesi a cui è intestata, Morosolo e Casciago.
È gestita da Ferrovienord.

## Storia
Prima dei lavori di ammodernamento la fermata era presenziata, trattandosi di un casello per la chiusura del passaggio a livello della Varese-Morosolo.
Dal 1994, in seguito appunto a tali lavori e all'installazione del Comando Centralizzato del Traffico (CTC) e l'attivazione del Dirigente Centrale Operativo sedente a Varese, la fermata è diventata un Posto di Blocco Automatico (PBA). Per questo c'è ancora la Leopolder funzionante.

## Caratteristiche ferroviarie
L'impianto è costituito da un piccolo edificio e da un marciapiede, dotato di panchina.
Parte del fabbricato è stato murato, ma rimane aperta la piccola sala d'attesa. Il marciapiede è in curva ed è interrotto dal passaggio a livello della strada Varese-Morosolo.
Il passaggio a livello è comandato da Varese-Casbeno con verifica tramite Televisione a circuito chiuso (TVCC).
Dal 1998, non è presente alcun servizio di biglietteria.

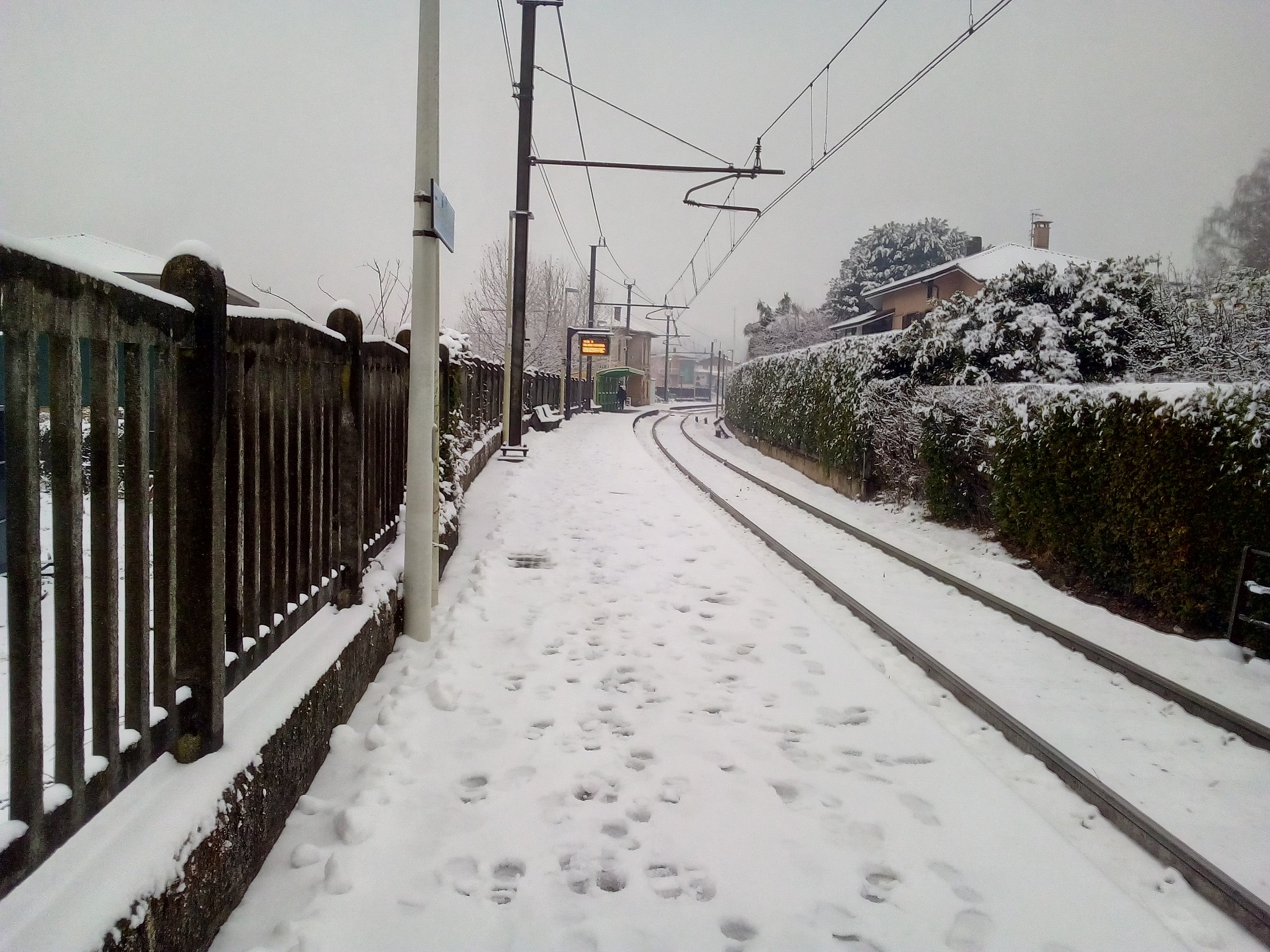
Banchina della stazione

## Movimento
La fermata è servita dai treni regionali Trenord della direttrice Laveno Mombello-Milano Cadorna. Essi effettuano soste ad orari cadenzati al minuto 06 in direzione Milano Cadorna e al minuto 56 in direzione Laveno. Negli orari di punta la cadenza diventa semioraria.
Inoltre la fermata è servita dai treni RegioExpress RE1 Laveno - Varese - Saronno - Milano.